# Vladislav Surkov
Vladislav Yúrievich Surkov (en ruso: Владислав Юрьевич Сурков, nacido 21 de septiembre de 1962 o 1964) es un político y empresario ruso. Fue el vicejefe de gabinete primero de la Administración Presidencial de Rusia de 1999 a 2011, tiempo durante el que fue a menudo visto como el ideólogo principal del Kremlin que propuesto e implementó el concepto de democracia soberana en Rusia. De diciembre de 2011 hasta mayo de 2013, Surkov ejerció de vice primer ministro de la Federación Rusa. Después de su dimisión, Surkov regresó a la Oficina Ejecutiva Presidencial y se convirtió un asesor personal de Vladímir Putin en las relaciones con Abjasia, Osetia del Sur y Ucrania. Fue despedido de este deber por orden presidencial en febrero de 2020.
Surkov es percibido por muchos como una figura clave con mucho poder e influencia en la administración de Vladímir Putin. Según The Moscow Times, esta percepción no depende del título oficial que Surkov tuviera en un determinado momento dentro del gobierno de Putin. El documentalista de la BBC Adam Curtis da el crédito a Surkov de la mezcla de teatro y política que mantiene a Putin, y a su cámara, en poder desde el 2000.
Periodistas en Rusia y en el extranjero han especulado que Surkov escribe bajo el seudónimo Nathán Dubovitsky, a pesar de que el Kremlin lo niega.